# Begraafplaats Akendam
De Begraafplaats Akendam of Noorderbegraafplaats (vroeger bekend als Nieuwe Noorder Begraafplaats en Begraafplaats Akendam-Noord) is een begraafplaats in Haarlem.
De begraafplaats ligt in het Vondelkwartier aan de noordgrens van Haarlem. Deze buurt ligt op de plek van de vroegere buurtschap Akendam-Noord in het gebied van de voormalige gemeente Schoten.
Het is de tweede grote algemene begraafplaats in Haarlem. Aan het begin van de 20e eeuw begon de 19e-eeuwse begraafplaats aan de Kleverlaan, die oorspronkelijk ook de naam "Begraafplaats Akerdam" (of Akerdam-Zuid) droeg, vol te raken en besloot de gemeente een nieuwe begraafplaats buiten de toenmalige bebouwde kom aan te leggen.
De begraafplaats is ontworpen door Johannes Lambertus Bouwer (1874-1943) en J.A. Dorresteijn van de gemeente Haarlem.
De ronde aula uit 1936, van de architect Gijsbert Friedhoff (stadsarchitect), geïnspireerd door de ronde kerken (rundkirke) van Bornholm, is een rijksmonument. Boven de deur is een sculptuur van Theo van Reijn aangebracht.
Vanaf de ingang van het terrein gaat een brede laan naar de aula.
De zuidelijke hoek van het voor de begraafplaats bestemde gebied, links van de ingang, is niet voor graven gebruikt omdat er sinds de jaren zestig minder teraardebestellingen zijn doordat er meer crematies plaatsvinden. Op deze plek is dan ook in 2002 een crematorium gerealiseerd (Crematorium Haarlem). Het gebouw is ontworpen door Herman Zeinstra.
Aan de oostkant, aan de andere zijde van de Vergierdeweg, is in de jaren vijftig de rooms-katholieke begraafplaats "St.Jozef" aangelegd, gereed in 1958, ook in eigendom en beheer van de gemeente. Het terrein en de kapel van 1959, in de stijl van de Bossche School, zijn ontworpen door G.M. Leeuwenberg.